# Русские переводы Библии
Первые переводы Библии на русский язык изданы в начале XIX века. До этого в церковном и домашнем обиходе использовались только церковнославянские переводы Библии, восходящие к переводческим трудам Кирилла и Мефодия. По указу императрицы Елизаветы в 1751 году была издана тщательно исправленная церковнославянская Библия, так называемая «Елизаветинская» (работа над этим изданием была начата ещё в 1712 году по указу Петра I). Её текст был сверен с древним греческим переводом — Септуагинтой. Елизаветинскую Библию, почти без изменений, до сих пор употребляет Русская православная церковь. Тем не менее ясно, что читать и понимать текст этой Библии может только тот, кто хорошо знает церковнославянский язык. На протяжении веков язык этот всё больше и больше отличается от развивающегося русского языка и становится всё более непонятным народу. Поэтому делались попытки перевести Библию на употреблявшийся в жизни русский язык.

## Ранние частные переводы
В 1683 году дьяк Авраам Фирсов перевёл Псалтырь с польского протестантского издания на современный ему русский язык, однако патриарх Иоаким не позволил выпустить этот перевод в свет. Двадцать лет спустя Пётр I отправил в Москву пленного пастора Глюка, который занимался переложением Библии на русский язык. Его перевод также не сохранился.
В 1806 году иерей Киевской епархии Михаил Фотинский представил цензуре перевод пяти книг Библии — полный перевод Псалтири, Песни Песней, книг Ионы и Малахии, а также двух глав Книги Бытия. Впрочем, Синодом его труды были отклонены (консервативная часть духовенства посчитала его работы «дерзостью»), и дальнейшая работа над переводом не проводилась.
В 1816 году митрополит Филарет перевёл Книгу Бытия Ветхого Завета с комментариями. Текст переводился с древнееврейского языка и частью с греческого, другой частью использовалась Елизаветинская Библия.
В 1820—1825 годы переводами Ветхого Завета занимались русские духовные академии под редакцией Г. П. Павского.
В 1834 году архимандрит Макарий (Глухарёв) направил митрополиту Филарету письмо «О потребности для российской церкви переложения всей Библии с оригинальных текстов на современный русский язык». Когда Филарет не одобрил этого начинания, Макарий принялся самостоятельно переводить ветхозаветные тексты с древнееврейского на русский. Часть этой работы была выполнена на Алтае, часть — в Болхове. Макариев перевод Ветхого Завета не получил известности до его смерти в 1847 году и был опубликован в «Православном обозрении» только в 1860—1867 годы.

## Синодальный перевод
В 1813 году было основано Российское библейское общество, поставившее своей целью печатание и распространение книг Священного Писания среди народов страны. Было решено продавать их по низкой цене и бесплатно раздавать неимущим. В 1815 году, после возвращения из-за границы, император Александр I повелел «доставить и россиянам способ читать Слово Божие на природном своём российском языке». Ответственность за издание книг Священного Писания на русском языке взяло на себя Российское библейское общество, перевод был поручен членам Петербургской духовной академии.
В 1818 году первое издание четырёх Евангелий параллельно на русском и церковнославянском языках вышло из печати, а в 1822 году впервые был полностью напечатан русский Новый Завет. Затем стали переводить и печатать книги Ветхого Завета. Одновременно делались переводы Священного Писания и на языки других народов Российской империи.
Некоторые представители высших церковных властей продолжительное время отрицательно относились к деятельности Российского библейского общества. Они считали, что Библия должна находиться в руках духовенства и что не следует давать возможность народу читать и изучать её самостоятельно. Плоды такого отношения к распространению Писания описывал П. В. Знаменский, церковный историк, при этом сообщая:
Вместо славянской Библии в семинариях употреблялась более доступная, хотя тоже довольно редкая, латинская Вульгата; пользование ею было тем удобнее, что и лекции и оккупации (учебные занятия) по богословию были на латинском же языке. Славянская Библия была большой редкостью, почти недоступной для частных лиц и духовенства, слишком дорогой и для семинарской библиотеки даже после издания её в 1751 г. Неудивительно, что изучения Свящ. Писания вовсе не было не только в семинариях, но даже и в академиях. Между духовенством о чтении Свящ. Писания и речи не было. Издание 1751 г., как известно, в первый раз только познакомило с Библией русскую публику, но число экземпляров, выпущенных в свет, было слишком недостаточно для удовлетворения потребностям не только народа, но и служителей Церкви, кроме того, каждый экземпляр стоил 5 р., большой тогда суммы денег.
Кроме того, мишенью консерваторов стал один из первых переводчиков Г. П. Павский. В 1824 году митрополит Серафим, занявший, в результате интриг, место председателя Российского библейского общества вместо лояльного делу просвещения князя Голицына, и поставивший своей целью разрушить само общество перевода, просил царя запретить РБО. В апреле 1826 года по указу императора Николая I деятельность РБО была прекращена.
Лишь в 1858 году император Александр II разрешил перевод и печатание Священного Писания на русском языке. Перевод должен был осуществляться под руководством Синода (высшего управления Православной церкви). Была проделана большая работа для того, чтобы русский перевод книг Священного Писания как можно больше соответствовал текстам древних подлинников, а также обладал литературными достоинствами. Решено было заново тщательно подготовить перевод всех книг Ветхого Завета. Для этого в 1860 году был избран специальный комитет при Петербургской духовной академии. Перевод Ветхого Завета делали профессора Петербургской духовной академии: М. А. Голубев, Е. И. Ловягин, П. И. Савваитов — известный археолог и историк, Д. А. Хвольсон — христианин еврейского происхождения, профессор Петербургской духовной академии. Много потрудился над переводом также профессор Киевской духовной академии М. С. Гуляев. Перевод Ветхого Завета осуществлён с древнееврейского (масоретского) текста Библии, а Нового Завета — с греческого Textus Receptus. Переводчики руководствовались также греческим текстом Септуагинты, пользовались Вульгатой — латинским переводом Иеронима и ранее сделанным русским переводом.
В 1862 году, сорок лет спустя после первого издания русского Нового Завета, было выпущено в свет второе его издание, несколько улучшенное, на более современном русском языке. В 1876 году впервые вышла из печати полная русская Библия. Этот перевод получил название «синодального», так как был издан под руководством Синода.

### Редакция Бернарда Гёце
В 1939 году, за два месяца до начала Второй мировой войны, в Варшаве пастор Бернард Гёце издал отредактированный текст Синодального перевода с приложением Библейского указателя и примечаниями. В издании была сохранена дореволюционная орфография за исключением буквы «ъ» (ради экономии места), но переведены на современный русский язык отдельные церковнославянские слова: сей («этот»), пакибытие («новая жизнь») и тому подобное, а также «соответственно изданиям Библии на других языках» добавлены подзаголовки и ссылки на параллельные места. Сам издатель не считал данный текст «новым переводом», говоря о «новой обработке», он ставил на первое место лёгкий для чтения шрифт, и лишь затем упоминал:
Речь не шла о новом переводе Библии, мы изменили только несколько устаревших выражений.
По воспоминаниям Гёце,
Новая русская Библия вышла за два месяца до начала Второй мировой войны. 4 000 экземпляров успели разойтись за весьма короткое время в самом начале войны. Остальные 6 000 экземпляров были уничтожены гестапо. У меня сохранились документы, свидетельствующие об этом.
В конце 1980-х годов издание было репринтно переиздано (с добавлением новых материалов в приложении) Институтом перевода Библии.

## Перевод Российского библейского общества
1 июня 2011 года вышел второй созданный в РФ полный перевод Библии на русский язык — перевод Российского библейского общества. Работа велась более 15 лет.
В переводе отражено выразительное своеобразие библейских текстов, относящихся к различным историческим эпохам, литературным жанрам и языковым стилям. Переводчики стремились, используя всё богатство русского литературного языка, передать смысловое и стилистическое многообразие Священного Писания. Особый упор переводчики уделили эмоциональной составляющей текста для того, чтобы оживить текст и сделать его более понятным для современных читателей.
Ветхий завет (1996—2010), переводчики: М. Г. Селезнёв, В. Ю. Вдовиков, А. Э. Графов, А. С. Десницкий, Л. Е. Коган, Л. В. Маневич, Е. Б. Рашковский, Е. Б. Смагина, С. В. Тищенко, Я. Д. Эйделькинд.
Новый Завет, переводчики: В. Н. Кузнецова при участии научно-редакционной комиссии. Работа начата по инициативе и при участии протоиерея А. В. Меня в середине 1980-х годов и продолжена РБО. Новый Завет вышел в 2001 году под названием Радостная весть. В Современный перевод Библии вошло 4-е исправленное издание этого перевода. О конфликте между переводчиками РБО высказалась в интервью В. Н. Кузнецова.

## Другие переводы
На рубеже XX—XXI веков вышло также несколько других полных переводов Библии на русский язык:
- «Библия, новый перевод на русский язык» от Международного библейского общества. Перевод на русский язык выполнялся в период с 1994 по 2006 г.; последняя редакция данного перевода — от 2014 г.[11]
- «Библия. Современный перевод» от Всемирного библейского переводческого центра (World Bible Translation Center)[12]. Первый полный перевод на русский язык Библии был издан в 1999 г., последняя редакция — в 2006 г.[13] В 2011 году Всемирный библейский переводческий центр слился с Международной библейской лигой[14], которая переиздала этот перевод в 2014 г.[15]
- «Священное Писание. Смысловой перевод Таурата, Книги Пророков, Забура и Инжила» от Международного общества Священного Писания (МОСП)
- «Священное Писание — Перевод нового мира». Издан Свидетелями Иеговы в 2007 году
- Восстановительный перевод Библии[вд][16] на русском языке, выполненный редакционным отделом служения «Живой поток»[англ.] в 2014 году
- «Перевод Библии под редакцией Кулаковых». Совместный проект ББИ и Института перевода Библии в Заокском